# 무하람

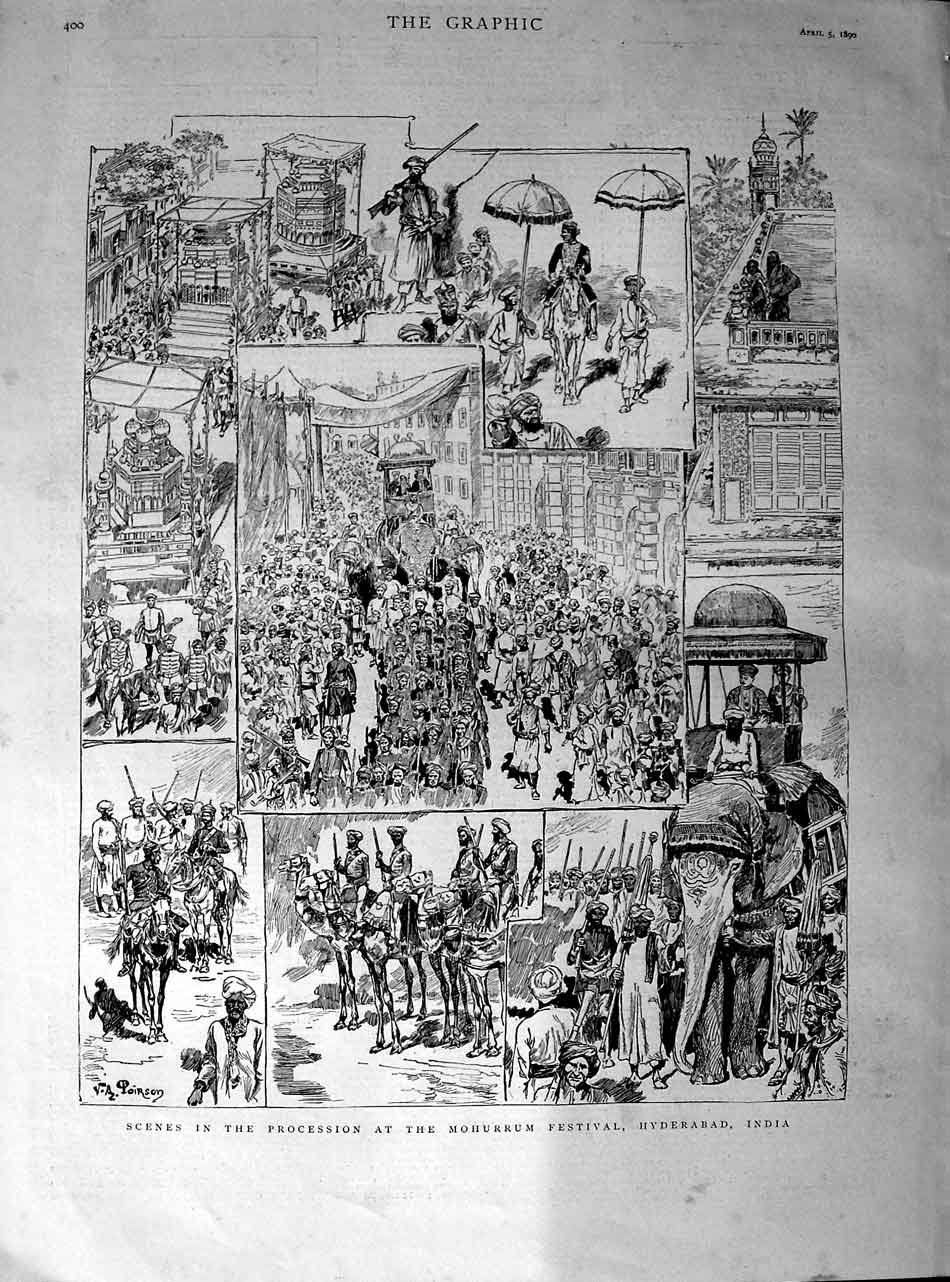

무하람(아랍어: المحرّم)은 이슬람력에서 첫 번째 달의 이름이자 이슬람교에서 매년 정월에 행하는 신년 축제이다. 태양력으로는 10월 9일 ~ 10월 12일경에 해당한다. 예언자 무함마드(Muhammad)의 사촌동생 알리의 차남 후사인 이븐 알리가 카르발라 전투에서 순교한 것을 기념하기 위한 이슬람교 축제로서, 남부에서는 호랑이 가면을 쓴 남자가 행렬을 인도한다.이 때 칼이나 쇠사슬 등 무기로 자해를 하고 피를 흘리는데 이게 미성년자에게도 실시하는 등 하람이라며 논란이 일자 자해를 대신해서 무기에 피를 흘리는거 바늘이라는 무기로 피를 흘리되 피를 나누는 헌혈로 바뀌어가고 있다고 한다.

## 시간
| AH   | 첫 날 (CE/AD)   | 마지막 날 (CE/AD) |
| ---- | --------------- | ----------------- |
| 1441 | 2019년 8월 31일 | 2019년 9월 29일   |
| 1442 | 2020년 8월 20일 | 2020년 9월 17일   |
| 1443 | 02021년 8월 9일 | 02021년 9월 7일   |
| 1444 | 2022년 7월 30일 | 2022년 8월 27일   |
| 1445 | 2023년 7월 19일 | 2023년 8월 16일   |
| 1446 | 02024년 7월 7일 | 02024년 8월 4일   |